# Job Control Language
El JCL (acrónimo de Job Control Language), en español Lenguaje de Control de Trabajos, es un lenguaje informático o un conjunto de especificaciones de morfología y sintaxis requeridas para la redacción de instrucciones de ejecución de programas informáticos por parte del sistema operativo de un equipo informático. Este lenguaje se usa en los Ordenadores Centrales (Mainframes) y es específico para cada sistema operativo.  
Las instrucciones (también llamadas "pasos" o "sentencias") del JCL son declaraciones u órdenes con las que se indica al sistema operativo qué tareas debe realizar, en qué secuencia han de ejecutarse y en qué periféricos están ubicados los ficheros de datos (de entrada y/o de salida) que requieren dichas tareas. 
En el contexto de JCL, un procedimiento (también llamado trabajo o job) es un conjunto coherente de instrucciones para realizar un trabajo particular.
El uso del JCL permite un alto grado de flexibilidad e independencia respecto a la ubicación física de los programas y ficheros involucrados.

## Sintaxis general de JCL
La codificación de un JCL debe empezar en las columnas 1 y 2 con //, salvo en algunos casos.
El nombre que identifica cada paso del JCL deberá comenzar con un carácter alfabético de máximo de 8 caracteres a partir de la columna 3.
Los parámetros utilizados en la codificación del JCL deberán ser separados por comas, y la declaración de estos no deberá exceder de la posición 71
La codificación de comentarios es con //*, los cuales deberán terminar como máximo en la columna 72.
La terminación de un paso es indicada a través de /* en las columnas 1 y 2.

## Principales sentencias de JCL
JOB. Identifica el inicio del job a ejecutarse.
EXEC. Principio de cada paso e identifica el programa o procedimiento a ser ejecutado
DD. Define las entradas y salidas del proceso